# Acebedo del Río (municipio)
Acebedo del Río fue un municipio español de la provincia de Orense. Desapareció en 1967, cuando su término se incorporó al de Celanova.

## Toponimia
El municipio se conoció como «Acebedo» hasta 1916 y como «Acebedo del Río» a partir de entonces.

## Historia
Hacia mediados del siglo XIX, el municipio, que incluía en su término las parroquias de Acebedo del Río, Alcázar de Milmanda y Milmanda, tenía contabilizada una población de 2055 habitantes. Aparece descrito en el primer volumen del Diccionario geográfico-estadístico-histórico de España y sus posesiones de Ultramar de Pascual Madoz con las siguientes palabras:

ACEBEDO: ayunt. en la prov. y dioc. de Orense (3 leg.), aud. terr. de la Coruña (32), c. g. de Galicia y part. jud. de Celanova (1): sit. al SO. de la prov.; clima templado y sano; se compone de las felig. de Acebedo (S. Jorge), Alcázar de Milmanda (Sta. Maria) y Milmanda (Sta. Eufemia): su térm. confina con los municipales de Freas de Eiras, Villanueva de los Infantes, Celanova, Verea (part. jud. de Bande), Quintela de Leirado y Villameá: le baña el r. Tuno, el cual á su paso, recoge los derrames de muchas y buenas fuentes que contribuyen á fertilizar el terreno: este participa de monte y llano de mediana calidad: los caminos estan mal cuidados: el correo se recibe en Celanova. Prod. maiz, centeno, patatas, trigo menudo, castaña, poco y mal vino y algun lino: no carece de arbolado, con especialidad de roble: cria ganado, y disfruta de alguna caza y pesca. La ind.: agrícola, algunos telares de lino y el aserrar madera da ocupacion á estos naturales: hay feria ó gran mercado el dia 5 de cada mes, en la villa de Milmanda: pobl. 411 vec., 2,055 alm.: contr. 13,635 rs. 24 mrs.
(Madoz, 1845, p. 65)

Hasta la reforma de la nomenclatura municipal de 1916 el municipio se llamaba simplemente Acebedo. En dicha fecha su nombre fue modificado por el de Acebedo del Río.
El municipio de Acebedo del Río desapareció en 1967 y el término se incorporó al de Celanova.